# Dubbelroll
En dubbelroll är när en skådespelare spelar två roller i en film, TV-serie eller i ett teaterstycke. Ett exempel på en dubbelroll är filmen Kurt Olsson – filmen om mitt liv som mig själv, där Lars Brandeby spelar både Kurt Olsson och Kurt Olssons pappa. Ett annat exempel är Elvis Presley i filmen Kissin' Cousins.
Ibland händer det att en skådespelare har fler än två roller i en film, exempelvis i Trollkarlen från Oz där Frank Morgan har fem roller. Eddie Murphy spelade sju roller i Den galna professorn och Mike Myers hade tre roller i Austin Powers-filmerna.
Medlemmarna i humorgruppen Galenskaparna och After Shave har ofta dubbelroller i deras filmer och TV-serier.

## Några skådespelare som haft dubbelroller
- Ray Bolger (i Trollkarlen från Oz)
- Chuck Norris (i The Hitman)
- Lars Brandeby (i Kurt Olsson - filmen om mitt liv som mig själv samt i ett avsnitt av Rena rama Rolf)
- Göran Ragnerstam (i TV-serien En fyra för tre)
- Eddie Murphy (i filmerna Den galna professorn, Den galna professorn 2 - Klumps och Norbit)
- Dawn Wells (i TV-serien Gilligan's Planet)
- Mike Myers (i Austin Powers)
- Matt Lucas (i Alice i Underlandet)
- Per Fritzell (i Stinsen brinner... filmen alltså)
- Kerstin Granlund (i Stinsen brinner... filmen alltså, Leif, Macken – Roy’s & Roger’s Bilservice, med mera)
- Stephanie Leonidas (i MirrorMask)
- Johannes Lindkvist (i TV-serien Bron)